# 나가사카촌
나가사카촌(長坂村)은 1955년까지 이와테현 히가시이와이군에 위치했던 촌이다. 현재의 이치노세키시 히가시야마초 나가사카에 해당한다.

## 연혁
- 1889년 4월 1일 - 정촌제 시행과 함께 히가시이와이군 나가사카촌이 성립하였다.
- 1955년 2월 1일 - 다코즈촌과 합병해 히가시야마촌이 되었다.

## 교육
- 나가사카 촌립 나가사카 초등학교
  - 나가사카 촌립 나가사카 초등학교 다이키 분교
- 나가사카 촌립 나가사카 중학교

## 참고서적
- 이와테현 정촌합병지, (이와테현 총무부 지방과, 1957)

## 교통

### 철도
- 일본국유철도 오후나토선
  - 합병 후인 1962년에 시바주쿠 역이 신설하였고, 1986년에 시바주쿠 역이 다시 신설하였다.